# Puchar Lavera 2023
Puchar Lavera 2023, ang. The 2023 Laver Cup – szósta edycja międzynarodowego drużynowego turnieju tenisowego o Puchar Lavera, która odbyła się w dniach 22–24 września 2023 roku w Rogers Arenie w Vancouver w Kanadzie.
W turnieju wzięło udział dwunastu zawodników podzielonych na Drużynę Europejską i Drużynę Światową, a funkcję kapitanów pełnili będą Björn Borg i John McEnroe. Po raz pierwszy w gronie startujących znalazł się reprezentant Polski, Hubert Hurkacz.
Po raz drugi w historii turniej wygrała Drużyna Światowa w składzie: Felix Auger-Aliassime, Francisco Cerundolo, Tommy Paul, Ben Shelton i Frances Tiafoe.

## Okoliczności i przebieg turnieju
22 czerwca 2022 ogłoszono, że w 2023 gospodarzem turnieju o Puchar Lavera będzie kanadyjskie Vancouver.
23 lutego 2023 potwierdzono, że kapitanami drużyn pozostaną Björn Borg i John McEnroe.
17 kwietnia swój udział w zmaganiach potwierdzili obrońcy tytułu Frances Tiafoe i Taylor Fritz. 20 kwietnia skład Drużyny Europejskiej otworzyli Stefanos Tsitsipas i Andriej Rublow.
24 kwietnia swój powrót do rozgrywek potwierdził Nick Kyrgios, a dzień później do grona debiutantów dołączył Holger Rune.
17 września do obsady zawodów dołączył Alejandro Davidovich Fokina.

## Uczestnicy turnieju

### Drużyna Europejska
- Kapitan:  Björn Borg
- Zastępca kapitana:  Thomas Enqvist

| Tenisista                   | Ranking ATP | Wyniki w Pucharze Lavera |
| Holger Rune                 | 4           | debiut                   |
| Stefanos Tsitsipas          | 5           | zwycięstwo 2019, 2021    |
| Andriej Rublow              | 6           | zwycięstwo 2021          |
| Casper Ruud                 | 9           | finał 2022               |
| Hubert Hurkacz              | 16          | debiut                   |
| Alejandro Davidovich Fokina | 25          | debiut                   |
| Arthur Fils                 | 44          | debiut                   |
| Gael Monfils                | 142         | debiut                   |

### Drużyna Światowa
- Kapitan:  John McEnroe
- Zastępca kapitana:  Patrick McEnroe

| Tenisista             | Ranking ATP | Wyniki w Pucharze Lavera     |
| Taylor Fritz          | 8           | zwycięstwo 2022              |
| Frances Tiafoe        | 11          | zwycięstwo 2022              |
| Tommy Paul            | 13          | debiut                       |
| Félix Auger-Aliassime | 14          | zwycięstwo 2022              |
| Ben Shelton           | 19          | debiut                       |
| Francisco Cerundolo   | 21          | debiut                       |
| Nick Kyrgios          | 472         | finał 2017, 2018, 2019, 2021 |
| Christopher Eubanks   | 32          | zawodnik rezerwowy           |
| Milos Raonic          | 322         | zawodnik rezerwowy           |